# Bois d'Houtaingtunnel
De Bois d'Houtaingtunnel is een tunnel aan het Bois d'Houtaing, Bois d'Assoumont, Bois du Carmois en Bois à Choques die onderdeel is van de Belgische autosnelweg A8/E429. De tunnel bevat twee rijstroken in elke koker en is opengesteld voor het verkeer sinds 2000. Bovengronds bevindt zich de N528.